# BES-5

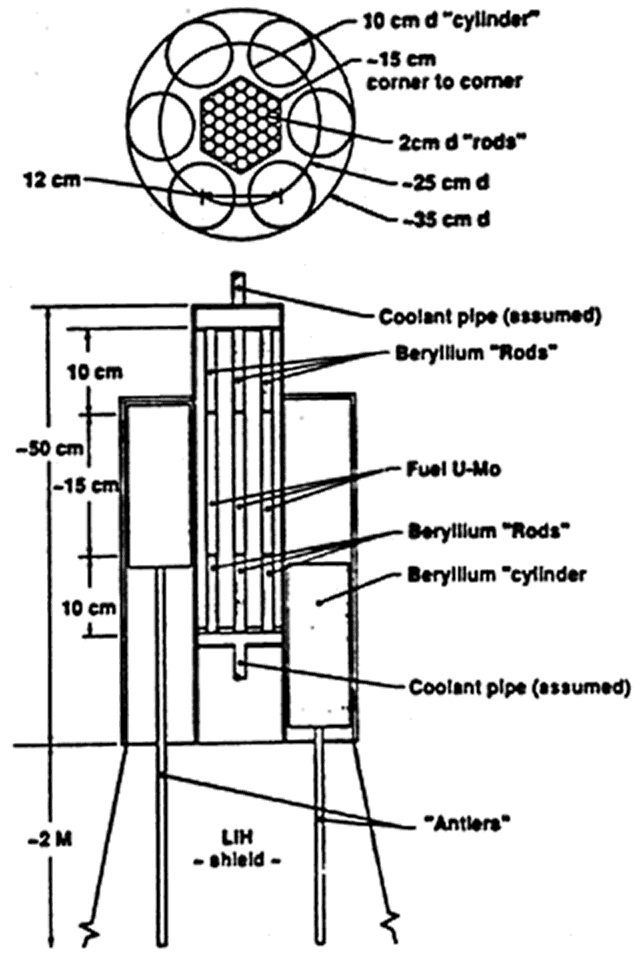
Schéma du BES-5

BES-5, également connu sous le nom de Bouk ou Buk (en russe : бук, littéralement « hêtre »), était un générateur thermoélectrique à radioisotope soviétique utilisé pour alimenter 31 satellites dans le cadre du projet US-A (RORSAT). La source de chaleur était un réacteur nucléaire neutrons rapides (RNR) à l'Uranium 235.

## Contexte
Les réacteurs nucléaires des engins spatiaux sont généralement des réacteurs à neutrons rapides pour des raisons d'espace et de poids, les matériaux du modérateur augmentant le volume et la masse. Alors que les réacteurs modérés utilisent typiquement un enrichissement en Uranium 235 de 5 %, les réacteurs à neutrons rapides nécessitent plus de combustible enrichi, et le BES-5 utilisait un uranium enrichi à 95 %.
Une partie de l'Uranium 238 (qui est fertile et non fissile) est aussi convertie en Plutonium 239 pendant le fonctionnement, ce qui est pris en compte lors de la conception du réacteur pour estimer sa puissance et sa durée de vie.

## Conception du réacteur
Le BES-5 RNR est composé d'un ensemble sous-critique dans lequel une tige de matière fissile est insérée. Une contre-réaction et une surveillance de la puissance permettent, via un contrôle mécanique, de garder le réacteur en régime non prompt-critique.
Le cœur du réacteur avait un diamètre de 0,24 m, une longueur de 0,67 m, pesait 53 kg, et 31 kg à 44 kg d'uranium enrichi. L'ensemble du réacteur, y compris le blindage contre les rayonnements, pesait 385 kg.
Le combustible générait 3 kW de puissance électrique, issus de la conversion thermoélectrique de 100 kW thermiques.

## Utilisation spatiale
Le réacteur BES-5 fut utilisé dans plus de 31 missions pour alimenter les modules radar des satellites de surveillance US-A (RORSAT). Le réacteur avait été conçu pour être placé sur une orbite de rebut plus haute à la fin de sa vie, afin que le combustible radioactif ne rentre pas dans l’atmosphère terrestre.
Toutefois, plusieurs incidents liés à des défaillances du système d'éjection eurent lieu, notamment Cosmos 954 qui brûla au-dessus du Canada. Cosmos 1402 rentra également dans l'atmosphère, mais brûla au dessus de l'océan Atlantique loin des zones peuplées. Cosmos 1900 n'a pas non plus réussi à atteindre son orbite de rebut, mais est resté en orbite basse.